# ミルジャラル・カシモフ
ミルジャラル・クシャコヴィチ・カシモフ (ラテン文字:Mirjalol Kushakovich Qosimov、ウズベク語: Mirjalol Qoʻshoqovich Qosimov、ロシア語: Мирджалол Кушакович Касымов、1970年9月17日 - ) はウズベキスタンの首都タシュケント出身の元サッカーウズベキスタン代表選手、サッカー指導者である。現役時代のポジションはMF。ラテン文字表記からミルジャロル・カシモフと表記されることもある。

## 経歴
カシモフは2005年、ウズベク・リーグに所属するマシュアル・ムバレクで現役を退いた。カシモフは2005年シーズンのマシュアル・ムバレクにとって必要不可欠な存在であり、クラブも過去最高の2位という成績を挙げた。カシモフはFCパフタコール・タシュケントでクラブキャリアを始め、ロシア・プレミアリーグのFCアラニア・ウラジカフカスに所属したこともあった。現役時代には合計210ゴールを挙げ、国内サッカーリーグにおいて200ゴール以上を挙げたウズベク人選手が選ばれるクラブ200・ベラドル・アブドゥライモフやプロサッカークラブにおいて100ゴール以上を挙げたウズベク人選手が選ばれるゲンナディ・クラスニツキー・クラブの会員に選ばれている。カシモフは現在に到るまでウズベキスタンで最も有名な選手の一人である。
カシモフはUEFAのクラブ国際大会に出場した最初のウズベク人選手である。1995年9月12日、UEFAカップ1995-96にスパルタク・ウラジカフカスの一員として出場し、リヴァプールFC相手に得点を決めている。

## ウズベキスタン代表
1987年、カシモフはU-17サッカーソビエト連邦代表に選出され、カナダで開催された1987 FIFA U-16世界選手権で初めての国際大会を経験し優勝した。1年後の1988年、カシモフはソビエト連邦代表としてUEFA U-18欧州選手権を戦い優勝している。
1994年、ウズベキスタン代表はアジア競技大会を制し、大会最優秀MFに選ばれた。また、1993、1998、2001、2004年にはウズベキスタン年間最優秀サッカー選手賞を受賞している。この4回受賞はマクシム・シャツキフと並び最多である。カシモフは2000年代にはウズベキスタン代表のキャプテンを務めた。ウズベキスタン代表としての最後の試合はタシュケントで行われた2006 FIFAワールドカップ・アジア予選アジア地区プレーオフのバーレーン代表戦だった。
2007年6月2日、カシモフはタシュケントのMHSKスタジアムでヨーロッパ・アジアスターチームとの引退試合を行った。この試合にはイランのアリ・ダエイやイラン代表46試合出場のアリーレザー・マンスーリヤーン、カタール代表で34得点を挙げたムバーラク・ムスタファ、FCアラニア・ウラジカフカスでカシモフのコーチを務めたヴァレリー・ガザエフ、ロシアからはヴィクトル・オノプコやアンドレイ・カリヤカなどの有名選手が参加した。この試合で、カシモフは14年を超える代表キャリアに幕を閉じた。代表キャップは67、得点数は31だった。

## 監督
現役を引退した後、カシモフは所属していたマシュアル・ムバレクでコーチを務めることになった。2006年にはラウフ・イニレーエフとともにウズベキスタン代表、U-23サッカーウズベキスタン代表のコーチを行った。2007年12月、カシモフはFCブニョドコルの監督に就任した。カシモフの下でブニョドコルはAFCチャンピオンズリーグ2008において準決勝に進出した。これは現在でもクラブ最高記録である。2008年7月にジーコがブニョドコルの監督に就任した際にはアドバイザーコーチを務めた。
2009年、カシモフはサッカーウズベキスタン代表監督に就任、2010 FIFAワールドカップ・アジア予選を戦うことになった。2010年、ルイス・フェリペ・スコラーリがブニョドコルの監督を辞任すると、カシモフは再びブニョドコルの監督に就任することになった。
2012年5月、カシモフはGoal.comにより月間最優秀監督に選ばれた。
2012年6月4日、ウズベキスタン代表監督を務めていたヴァディム・アブラモフがタシュケントで行われた2014 FIFAワールドカップ・アジア予選4次予選の初戦イラン戦で敗戦、ウズベキスタンサッカー連盟に解任されたことでカシモフは再びウズベキスタン代表監督を務めることになった。現在はFCブニョドコルの監督を務めている。

## 獲得タイトル

### クラブ
- ロシア・プレミアリーグ 優勝: 1995
- ロシア・プレミアリーグ 2位 (2): 1992, 1996
- ウズベク・リーグ 優勝 (3): 1998, 2002, 2003
- ウズベク・リーグ 2位 (2): 1993, 2005
- ウズベキスタン・カップ 優勝 (4): 1993, 1997, 2002, 2003

### 国際大会
- FIFA U-17ワールドカップ 優勝: 1987
- UEFA U-18欧州選手権 優勝: 1988
- アジア競技大会サッカー競技優勝: 1994

### 個人表彰
- ウズベキスタン年間最優秀サッカー選手賞 (4): 1993, 1998, 2001, 2004
- ウズベク・リーグ得点王: 1998 (22ゴール)

### 監督
- AFCチャンピオンズリーグ 準決勝進出: 2008, 2012
- ウズベク・リーグ 優勝: 2010, 2011, 2013
- ウズベク・リーグ 2位: 2012
- ウズベキスタン・カップ 優勝: 2010, 2012

## 記録

### 選手
カシモフはスパルタク・ウラジカフカスの一員としてUEFAの国際大会を3試合戦った。UEFAカップ1995-96において、カシモフはリヴァプールFC戦においてチーム唯一の得点を決めている。UEFAチャンピオンズリーグ 1996-97の予選では1996年8月7日のグラスゴー・レンジャーズFCとの試合に出場している。
| クラブ                   | シーズン | ロシア・プレミアリーグ | ロシア・プレミアリーグ | ロシア・プレミアリーグ | ロシア・カップ | ロシア・カップ | ロシア・カップ | CL、UEFAカップ | CL、UEFAカップ | CL、UEFAカップ | 合計 | 合計   | 合計     |
| クラブ                   | シーズン | 出場                   | ゴール                 | アシスト               | 出場           | ゴール         | アシスト       | 出場           | ゴール         | アシスト       | 出場 | ゴール | アシスト |
| ------------------------ | -------- | ---------------------- | ---------------------- | ---------------------- | -------------- | -------------- | -------------- | -------------- | -------------- | -------------- | ---- | ------ | -------- |
| アラニア・ウラジカフカス | 1992     | 25                     | 3                      |                        | –              | –              | –              | –              | –              | –              | 25   | 3      |          |
| アラニア・ウラジカフカス | 1994     | 25                     | 4                      |                        | 2              | 1              |                | –              | –              | –              | 27   | 5      |          |
| アラニア・ウラジカフカス | 1995     | 22                     | 10                     | 11                     | 1              |                |                | 2              | 1              |                | 25   | 11     | 11       |
| アラニア・ウラジカフカス | 1996     | 17                     | 11                     | 6                      | 1              | 1              |                | 1              | 0              |                | 19   | 12     | 6        |
| アラニア・ウラジカフカス | 1999     | 11                     | 2                      | 1                      | 1              |                |                | –              | –              | –              | 12   | 2      | 1        |
| アラニア・ウラジカフカス | 合計     | 100                    | 30                     | 18                     | 5              | 2              |                | 3              | 1              |                | 108  | 33     | 18       |
| クリリヤ・ソヴェトフ     | 2000     | 23                     | 5                      | 3                      | 1              |                |                | –              | –              | –              | 24   | 5      | 3        |
| クリリヤ・ソヴェトフ     | 2001     | 22                     | 1                      | 6                      | 2              | 1              |                | –              | –              | –              | 24   | 2      | 6        |
| クリリヤ・ソヴェトフ     | 合計     | 45                     | 6                      | 9                      | 3              | 1              |                | –              | –              | –              | 48   | 7      | 9        |
| アラニア・ウラジカフカス | 2003     | 8                      | 1                      | 1                      | –              | –              | –              | –              | –              | –              | 8    | 1      | 1        |
| アラニア・ウラジカフカス | 2004     | 16                     | 2                      | 5                      | 1              | 1              |                | –              | –              | –              | 17   | 3      | 5        |
| アラニア・ウラジカフカス | 合計     | 24                     | 3                      | 6                      | 1              | 1              |                | –              | –              | –              | 25   | 4      | 6        |
| 合計                     | 合計     | 169                    | 39                     | 33                     | 9              | 4              |                | 3              | 1              |                | 181  | 44     | 33       |

ロシア・プレミアリーグでは2004年11月12日まで出場していた。